# Bremerska villan
Bremerska villan, även kallad Smugglarvillan, är en byggnad vid Salterivägen 1 på Kalvsund (Kalven) i Öckerö kommun. Byggnaden, som uppfördes 1912, är byggnadsminne sedan den 2 augusti 2004.
Villan vittnar om förmögenheter skapade genom sillfisket vid sekelskiftet 1900 och genom spritsmuggling under 1920-talet. Genom sitt läge vid farleden vid Kalvsund, sin storlek och sin utmanande tornprydda arkitektur är den ett landmärke såväl för Kalvsund som för Öckerö kommun.

## Historia
Bremerska villan ligger på ön Kalven, som har gamla anor som en viktig hamn och handelsplats. Avsaknaden av odlingsbar mark på ön gjorde att näringar som handel och industri kom att utvecklas på Kalven, som var boplats för skeppare, lotsar, tullare och fiskare. Under 1600-talets sillperiod uppfördes ett sillsalteri på Kalven och ön blev centrum för socknens sillhantering. En tullstation inrättades på ön 1762. Bebyggelsen är koncentrerad till öns östra sida, Kalvsund, vilken också gränsar till farleden. I samhället Kalvsund har funnits sillsalterier, trankokerier, konservfabrik samt krog och gästgiveri. Ön blev år 1865 socknens första badort. Ångbåtsbryggan på Kalvsund var den viktigaste anhalten utmed inomskärsleden mellan Göteborg och Marstrand. Kalven har också en lång tradition som sjömärkenas ö. Ett välbevarat stångmärke på öns högsta topp syns vida omkring i skärgården.
Bremerska villan, även kallad Smugglarvillan, byggdes 1912 för sillhandlare Börjesson. Enligt uppgift bärgades virket till villan från det förlista fartyget Svolder. Huset har inrymt bland annat bank och pensionat. Byggnaden köptes 1927 av Ernst Bremer, närmare känd som "smugglarkungen". I Bremers smugglarflotta ingick som mest 16 fartyg.
En omfattande renovering och restaurering av byggnaden genomfördes under 2001 och 2002 med ekonomiskt stöd från EU, Västra Götalandsregionen samt Länsstyrelsen i Västra Götalands län. I byggnadens bottenplan inrättades också en permanentutställning om smugglarkungen Bremer.

## Beskrivning
Byggnaden är belägen i anslutning till en träbrygga, som löper utmed byggnadens östra fasad. I byggnadens närhet finns flera byggnader, som haft en nyckelroll i Kalvsunds historia, såsom krog och tullhus. Färjeläget ligger strax söderut. Ett stycke norr om byggnaden ligger det före detta salteriet. Byggnaden ligger väl exponerad och vänder sig mot sundet mellan Kalvsund och Björkö. Angränsande byggnader är renoverade eller bevarade äldre bebyggelse. Bremerska villan är inte representativ för kustbebyggelsen som helhet. Formspråket avviker starkt gentemot den övriga bebyggelsen.
Byggnaden har en anslående volym invid kajkanten i Kalvsunds samhälle. Med sin monumentala takform syns den från långt håll. Byggnaden har två tornsektioner, varav en vänder sig med balkong över fönsterytor mot sundet. Tornbyggnaden i byggnadens sydvästra hörn inrymmer trapphuset. Hängrännor och stuprör är av omålad zinkplåt. Flera viktiga byggnadsdetaljer, såsom spira på torntak, samt vimpel (med årtalet 1912) rekonstruerades i samband med renoveringen/restaureringen som gjordes 2002. Fasaden är klädd med stående locklist, förutom på byggnadens nedervåning, som är klädd med panel på förvandring. Gråmålat horisontellt listverk avdelar våningsplanen från varandra. Hörnen markeras med vertikalt gråmålat listverk. Under torntaken finns en fris med träribbor lagda i ett kryssmönster utmed fasaden. Taktassarna är profilerade. Ingången till källarvåningen är välvd och har en gråmålad tvådelad dörr med glasad överdel. Huvudentrén nås via en trappa till en balkong. Skorstenen är murad.
Viss fast inredning finns bevarad i form av kakelugnar, fönster- och dörromfattningar, trägolv och pärlspontpanel. I köket finns en murad spis bevarad. Bevarade furugolv är lackade. I bottenvåningen finns en utställning om smugglarkungen Bremer, som visas under sommarsäsong, samt vid vissa bokade sammanhang. I ett litet utrymme berättar en liten utställning om renoveringen av byggnaden.